# 1048 w polityce

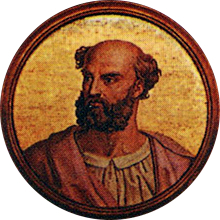
Damazy II, papież

Wydarzenia polityczne w 1048 roku.

## Wydarzenia
- 17 lipca Poppon zostaje papieżem. Jego pontyfikat potrwa niewiele ponad trzy tygodnie[1].

## Urodzili się
- Aleksy I Komnen, cesarz Bizancjum od 1081[2].

## Zmarli
- 9 sierpnia papież Damazy II[1].